# Ausfallsicherheit
Die Ausfallsicherheit ist die definierte Sicherheit gegen einen Ausfall. Sie wird meist durch den Einsatz von Redundanzen erhöht.

## Technik
In der Technik wird eine Ausfallsicherheit durch organisatorische Maßnahmen und technische Redundanzen erzielt – steigend geordnet:
- Bereitstellung einer Ersatzkomponente, die bei einem Ausfall zum Einsatz kommt; wie ein Notstromgenerator bei einem Stromausfall.
- Verwendung parallel arbeitender Komponenten, die die zusätzliche Belastung im Fehlerfall übernehmen. Beispiel: Mehrstrahliges Flugzeug
- Redundanz der Funktion durch verschiedene Prinzipien. Beispiel: die gleichzeitige Verwendung eines elektronischen und eines mechanischen Messgeräts.[1]

In der Computertechnik werden zusätzlich zu einfachen technischen Redundanzen Computercluster eingesetzt.

## Zusätzliche Begriffe
In extrem kritischen Bereichen z. B. Transport wird auch von Hochausfallsicherheit gesprochen. In der Computertechnik ist der Ausdruck Hochverfügbarkeit gebräuchlich. Eine informelle Angabe zum Maß der Ausfallsicherheit ist der Carrier grade.
Die Ausfallsicherheit ist ein Teil der Zuverlässigkeit. Sie grenzt sich zur Ausfallwahrscheinlichkeit ab.